# Трсат
Трсат (итал. Tersatto, лат. Tarsatica) је најстарије насеље на Сушаку. Најпознатије је по средњовековном и Лавал-Нугентовом каштелу и cа црквом Дјевице Марије на Трсату те фрањевачким манастиром је најстарије хрватско маријанско светиште. Мјесни одбор града Ријеке је назван Град Трсат.

## Географија
Трсат се налази на брду (138 м н/в) на источној страни изнад кањона Рјечине која недалеко утиче у Ријечки залив. Протеже се од Вароши, иcтopијске језгре Трсата, до бивше касарне, данас универзиетски кампус, на истоку, а МО Град Трсат обухвата на северу и насеље Стрмица и Бoшкeт jyгoзaпaднo.

## Етимологија
Римски каструм и насеље Тарсатица изграђено је на десној обали крај ушћа Рјечине на месту либурнске насеобине (што потврђују археолоŝки налази), а келтско-јаподска градина на брду Трсат је напуштена, пa тек у несигурна времена у IV. веку на брду се обнавља утврда-осматрачница.
Осамстоте г. је Тарсатика потпуно разорена од Франака због убиства маркгрофа Ерика 799. г. на обронцима брда. Чињеница да се до XII в. нема историјских података о Ријеци те да се топоним Тарсатика>Тарсато>Трaсат>Трсат сели на брдо Трсат говори о прекиду континуитета живота у Ријеци и да су се преживели Тарсачани склонили у сигурнију утврду на брду.
Ново име Флумен се први пут спомиње 1139. (Пулски бискуп даје Терра Флуменсис у поднајам Девинским феудалцима.). Први пут име Трсат (Црсат) спомиње у Винодолском законику из 1280 (препис из XVI в.)
Сам назив Тарсатица Тарсатто Трсат није ни латинског нити грчког порекла па до данас остаје Коблерово тумачење да је корен речи келтског порекла тар (стена, хрид) и са (рецица).

## Историја
На тјемену трсатског брда налазила се јаподска градина коју у V. в. пр.н.е. освајају Келти. Градина је напуштена у римско доба када се гради насеље на десној обали Рјечине. Након пропасти Западног римског царства и уништења Тарсатике 800. г., становници античког града уз море се склањају у Истру или у стару градину на Трсату па отуд топоним Тарсатица остаје везан уз насеље на брду. Први пут се спомиње у Винодолском закону као посед крчких феудалаца Франкапана који овде граде своју утврду. Мартин Франкопан 1431. додељује земљиште фрањевачком реду, а 1453. саградио је на трсатској Равници манастир (уз допуштење папе Николе VI). 1460. донесен је Трсатски статут писан глагољицом. Трсат је посед Франкопана све до 1527. када су га Турци на неколи месеци освојили. Након тога постаје власниство Хабсбурговаца који тај феуд дају на управљање Цељским грофовима, а тек 1778. Марија Терезија изузела је Трсат из хабсбуршких кућних добара и предала га муниципију града-котара Бакар. 1796. У документу муниципија града Бакра из 1796. се први пут спомиње Сушак као део Трсата.
Гроф Лавал Нугент (Ниџент) купио је 1826. градину Трсат и дао је обновити, а 1843. започиње с радом Museum Nugent у каштелу Трсат, први музеј у тадашњој Хрватској, али су многобројни и вредни излошци (86 сандука) крајем XIX. в. завршили у Загребу (Археолошки музеј) Укидањем Бакарског муниципија основана је 1874.
Општина Трсат којој су припали Сушак и Вежица, а 1876. седиште Трсатске општине, којој су припојене Кострена и Драга, пренето је на Сушак.
Након распада Аустроугарске 1918. Трсат и читав Сушак заузимају савезничке снаге Атанте све до 1924. када је Римским споразумом град Сушак припојен Краљевини СХС. Када 1941. италијанске трупе, по Уговору са Павелицем, окупирају велики део Хрватског приморја и Горског Котара, велик број Трсачана одлази у партизане, а 21. IV. 1945. јединице IV. армије ЈА ослободиле су Сушак.

## Знаменитости
- Каштел Трсат (градина) је реконструкција Лавал-Нугента (почетком XIX. в.) средњовековног каштела који је највероватније изграђен средином XIII.в., од кога су тек деломично сачувани "конак", "туран" са зидинама и кулама, затворено двориште, цистерна и улаз са покретним мостом. У војноме смислу била је то једна од најснажнијих и најзападнијих франкопанских фортификација[8][9]
- Трсатске стубе (мердевине) је 1531. ускочки капетан Клиса Петар Кружић дао саградити доњи дио Трсатских стуба, а 1725. војвода штајерски, крањски и корушки те брињски капетан Франц Габриел Аицхелбург дао је саградити горњи део Трсатских стуба и на њима подигнути олтар св. Игнација Лоyоле. Првобитно је постављено 128 степеника на настрмијем делу од подножја (данашњи Титов трг), а висинска разлика од 135 метара превладана је са укупно 561 степеником.
- Црква св. Јуре, најстарија на Трсату (средина XIII. в.), а данасњи изглед је из 1866. када је саграђен и нови звоник). Та парохијална црква спомињее се и у Винодолском закону.·
- Tpcaтcҝa бaзиликa Госпе Трсатске је као манастирска капелица Марије Лауретанске изградјена 1452[10]. Фра Фране Главинић у својој књизи Хисториа Терсаттана, коју је 1641. објавио у Удинама, забиљежио је легенду да је крајем XIII. в. на Трсату осванула "сама од себе" Света кућица из Назарета, тачније родна кућа Марије, а исто је тако три године касније "на крилима анђела" пренесена у Лорето, гдје се и дан-данас налази. Вероватно су крсташи, након пораза у Светој Земљи 1287, настојали склонити дио светих предмета које су присвојили, па тако и делове назаретске куће. Тај се догађај толико дојмио народа да су људи одмах почели ходочастити на трсатско брдо. Крчки кнез Мартин Франкпан долази на Трсат и шаље у Палестину своје људе који су га известили да је Маријина родна кућа из Назарета заиста нестала.

·      1628. приступа се генералној обнови и проширењу цркве која траје до 1652. Црква је 1824. добила садашње прочеље и звоник у провинцијалном континенталном необарокном стилу.
- Фрањевачки манастир изградјен 1452, а након пожара 1629. изградња новог манастира завршена је 1691. године.
- Српска православа црква св. Георгија из 1938.
- Парк хероја спада у најлепши парк у данашњој Ријеци, а уређен је 1928. према пројекту архитекта Златка Прикрила, уз сарадњу парковног пејзажисте Јосипа Кулфанека. Савез бораца НОБ-а подигао је 1957. спомен - костурницу по пројекту архитеката Зденка Колација и Зденка Силе, посвећену палим партизанима. На споменику су уклесани стихови Ивана Горана Ковачића из песме "Наша Слобода".

## Култура
- Народна читаоница Трсат је започела са радом 1887, а хисторицистичка зграда Читаонице је изграђена 1897. са великом салом (изложбе, концерти), читаоницом. библиотеком и друштвеним просторијама.
- Трсатска лимена глазба основана је 1906. Данас делује под називом Градска глазба.”Трсат”-Ријека.
- Културно-просвјетно друштво Иван Матрљан делује од 1976.
- Мешовити хор Трсат има традицију од 1905. г.
- Љето на градини - културно-уметничка манифестација (в. Ријека култура)

## Образовање
Од 1818. до 1824. године делује основна школа на њемачком језику, а од 1846. почиње дјеловати пучка школа на хрватском језику.

## Спорт
Трсат има богату спортску традицију. Година 1905. основан је фудбалски клуб Славија чија активност траје до 1941. године. Данас делују Боћарски клуб Трсат и Рукометни клуб Трсат, а од инфраструктуре је на Трсату и Дворана младости (од 1973.)
- Kaштeл
- Пoглeд нa Pијекy ca кaштeлa
- Tpcaтcҝa читaoницa
- Tpcaтcҝa бaзиликa
- Tpcaт 1900. Шeтaлиштe J. Paҝoвцa
- Tpcaтcҝe шҝaлe
- Yнивepзитeтcҝa 'ҝaмпycapнa' нa Tpcaтy
- Eкc Tpcaтcкa кacapнa - Aҝaдeмиja пpимиjeњeниx yмјетнocти
- Bapoш - Жejaнcи звoнҷapи
- Пoглeд нa Tpcaт ca Koзaлe